# Der FC St. Pauli ist schuld daß ich so bin
Der FC St. Pauli ist schuld daß ich so bin ist eine Kompilation des FC St. Pauli-Fanzines Der Übersteiger von 1998. Das Album erschien als CD und Doppel-LP über das Hamburger Punklabel Bitzcore Records.

## Entstehungsgeschichte
Bereits 1996 veröffentlichte das Label Offside Records die Pauli-Platte, eine Kompilation mit diversen Bands aus dem Punk- und Deutschrock-Genre. Das Fanzine Der Übersteiger bezeichnete diesen Sampler als „Fanverarsche“, da nur die wenigsten Lieder überhaupt etwas mit Fußball zu tun hatten. Um diesem Sampler etwas entgegenzusetzen, rief Der Übersteiger einen „ÜS-Song-Contest“ ins Leben, bei dem eingängige Hymnen für St. Pauli gefordert wurden. Bei der Zusammenstellung der Kompilation ergab sich aber das Problem, das viele Original-Interpreten keine Freigaben gaben, sodass einige Beiträge gestrichen werden mussten. Um das Album aufzufüllen, wurden daraufhin gezielt Bands angesprochen, die im Umfeld des Fußballvereins bekannt waren, so zum Beispiel Die Ärzte, die den Verein finanziell unterstützt hatten. Vereinstreue war zwar ein Kriterium zur Aufnahme zum Sampler, aber auch kritische Songs waren erwünscht, insbesondere weil in der Saison 1996/97 der FC St. Pauli von der 1. in die 2. Fußball-Bundesliga abgestiegen war und ein Aufstieg nicht absehbar war.
Neben einer CD-Version erschien das Album auch als Doppel-LP. Der Titel leitet sich vom Beitrag der Band Terrorgruppe ab, die für den Sampler eine neueingespielte Version ihres Liedes Die Gesellschaft ist schuld, dass ich so bin aufnahm. Neben den Liedern enthält das Album auch Support-Gesänge aus dem Stadion.

## Titelliste
1. Gurkentruppe: Anders als wie ihr – 3:19
2. Mr. Felsenheimer & Perry Spinoza Gang: Dusty Crown – 3:05
3. The Bates: …und ich war jung – 3:10
4. Prollhead: Mißwirtschaft – 2:36
5. Support – 0:15
6. Elf: St. Pauli leuchtet nur hier – 4:30
7. Phantastix & Elf: Das Herz von St. Pauli – 3:12
8. Kick Joneses: Dieser Club – 4:24
9. Support – 0:20
10. No Respect: Halten Sie mich für verrückt – 3:43
11. Support – 0:30
12. Turbonegro: I Got Erection – 2:14
13. Smegma: Göbel & Gesocks – 1:54
14. Support – 0:29
15. Phantastix: Ballfänger – 3:47
16. Frank Z.: Das Herz von St. Pauli – 2:36
17. Support – 0:31
18. …But Alive feat. OL: Sie war sie ist sie bleibt (St. Pauli Version) – 2:54
19. Éire Óg: The Celtic and St. Pauli Song – 4:14
20. Celtic Championship: 10 in a Row – 1:11
21. Terrorgruppe: St. Pauli ist schuld daß ich so bin – 2:08
22. Leatherface: Hops And St. Pauli – 1:55
23. Heiter bis wolkig: Viva St. Pauli – 4:22
24. Bazookas: Auswärtsspiel – 2:53
25. Support – 0:30
26. Scream Team: Über 7 Trainer mußt Du gehn – 3:16
27. Support – 0:30
28. Tommy Molotow & Soda Boyz: Zick-Zack-Zeckenpack – 2:10
29. Phantastix: Spuk am Millerntor – 4:50
30. Support – 0:43
31. Support – 0:39
32. Support – 0:28
33. Support – 0:56

## Songinfos
Die Terrorgruppe, die dem Sampler mit dem Lied St. Pauli ist schuld daß ich so bin seinen Namen gab, ist zusätzlich  mit dem Lied Anders als wie ihr als „Gurkentruppe“ auf dem Sampler vertreten.
Bela B. von Die Ärzte interpretiert als Mr. Felsenheimer zusammen mit Perry Spinoza (ex-Vanilla Muffins, ex-Stimpy, heute bei Moslem Heat), das Lied Dusty Crown.
Das The-Bates-Lied …und ich war jung ist eine deutschsprachige Version des Liedes When I Was Young von Eric Burdon.
Das Lied Das Herz von St. Pauli von Hans Albers wurde zweimal auf dem Sampler interpretiert, einmal von den Phantastix zusammen mit Slime-Gitarrist Michael „Elf“ Mayer und einmal von Abwärts-Sänger Frank Z.
Rudi Carrells Schlager Wann wird’s mal wieder richtig Sommer?, eigentlich bereits eine Coverversion von Steve Goodman, wurde von der Skapunk-Band No Respect zu Halten sie mich für verrückt? uminterpretiert. Während Der Übersteiger bei vielen Interpreten Probleme mit der Freigabe hatte, gab Rudi Carrell sein Stück direkt frei.
Turbonegro versahen das Lied I Got Erection von ihrem Album Ass Cobra mit einem deutschen Text, der sich mit der Fußballmanie beschäftigt.
Die Oi!-Band Smegma interpretierte die Bandhymne von Pöbel & Gesocks (noch als Beck’s Pistols eingespielt) um in „Göbel & Gesocks“. Das Lied handelt von Nachwuchsspieler Mike Göbel, der bei den Amateuren Torjäger  und dreimal für St. Pauli in der Bundesliga eingesetzt wurde. Der Titel erschien später auch auf der Extended Play Nachspielzeit.
Phantastix sind gleich dreimal vertreten. Neben Das Herz von St. Pauli zusammen mit Elf widmeten sie ein Lied dem Torwart Klaus Thomforde. Dritter Beitrag ist das Lied Spuk am Millerntor.
…But Alive interpretierten ihr Stück Sie war, sie ist, sie bleibt vom Album Für uns nicht (1993) zusammen mit Cartoonist OL.
Éire Ógs The Celtic and St. Pauli Song wurde bei der Übersteiger-Weihnachtsparty 1997 im Marquee Club live mitgeschnitten. Die Band kommt aus Glasgow.
Scream Team nahmen eine Version des Schlagers Über sieben Brücken mußt du gehn von Karat auf.